# Lázaro Bruzón Batista
Lázaro Bruzón Batista (nascut el 2 de maig de 1982), és un jugador d'escacs cubà, que té el títol de Gran Mestre des de 1999. Actualment juga representant els Estats Units.
A la llista d'Elo de la FIDE del gener de 2022, hi tenia un Elo de 2636 punts, cosa que en feia el jugador número 13 (en actiu) dels Estats Units, el 15è millor jugador del rànquing d'Amèrica, i el 126è millor del rànquing mundial. El seu màxim Elo va ser de 2717 punts, a la llista d'octubre de 2012 (posició 32 al rànquing mundial).

## Resultats destacats en competició
Bruzón fou el Campió del món juvenil l'any 2000, celebrat a Erevan. Ha guanyat el campionat cubà en cinc ocasions, els anys 2004, 2005, 2007, 2009 i 2010, i juntament amb el seu col·lega Leinier Domínguez ha dominat els escacs cubans en la dècada dels 2000.
El 2002 guanyà la North Sea Cup a Esbjerg (ex aequo amb Leinier Domínguez).
El 2004, fou primer al fort XII Torneig Guillermo Garcia in Memoriam a Villa Clara, i guanyà el torneig B de Wijk aan Zee.
El 2005 va obtenir un gran èxit en guanyar a Buenos Aires el Campionat Panamericà per davant d'un grup de forts GMs, entre els quals hi havia entre d'altres Gata Kamsky, Alexander Onischuk, Julio Granda i Gilberto Milos, empatà als llocs 2n-5è amb Kamil Mitoń, Zhang Pengxiang i Artiom Timoféiev a la Samba Cup a Skanderborg, i guanyà el XVIII Memorial Carlos Torre a Mèxic. A finals d'any, va participar en la Copa del món de 2005 a Khanti-Mansisk, un torneig classificatori per al cicle del Campionat del món de 2007, on tingué una actuació raonable, i fou eliminat en tercera ronda per Ievgueni Baréiev. El 2006, fou 6è al fort 39è Festival Internacional de Biel. El novembre de 2006 guanyà el primer Campionat d'escacs Iberoamericà.

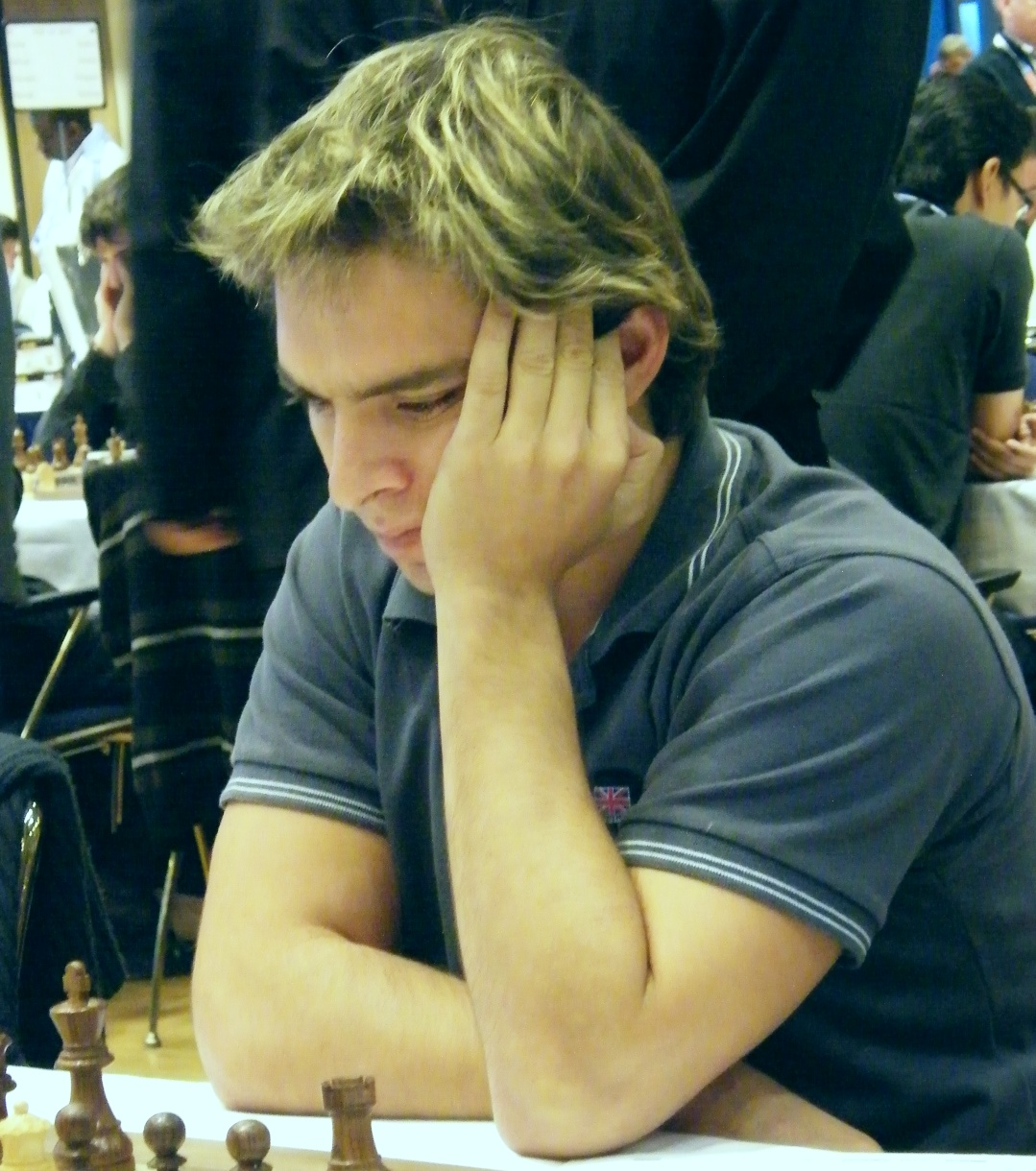
Lázaro Bruzón a l'Olimpíada de Dresden, 2008.

El 2008 fou primer al 35è Obert de Manresa i al Zelanda Open de Vlissingen, amb 7,5/9. El 2008 també fou campió en l'Obert de Barberà del Vallès, amb 7½ punts de 9, els mateixos el segon classificat el també cubà Fidel Corrales Jiménez. El 2010 empatà als llocs 1r-6è amb Kamil Mitoń, Bojan Kurajica, Yuri Gonzalez Vidal, Ievgueni Gléizerov i Bartlomiej Heberla al 4t Torneo Internacional de Ajedrez Ciudad de La Laguna. El juliol de 2010 tornà a vèncer l'Obert de Barberà, amb 7 punts de 9, els mateixos que el segon classificat, el ucraïnès Serhí Fedortxuk. El novembre de 2010, vencé al torneig Magistral Ciutat de Barcelona, empatat a punts amb Iván Salgado. Aquell any, va guanyar el Circuit Català d'Oberts Internacionals d'Escacs, per davant de Serhí Fedortxuk.
El 2011 va empatar al primer lloc (amb Yuniesky Quezada, Mark Bluvshtein i Giovanni Vescovi) al Torneig Continental Americà a Toluca.
Entre l'agost i el setembre de 2011 participà en la Copa del món de 2011, a Khanti-Mansisk, un torneig del cicle classificatori pel Campionat del món de 2013, i hi tingué una bona actuació. Avançà fins a la quarta ronda, quan fou eliminat per Ruslan Ponomariov (3½-4½).
L'agost de 2013 participà en la Copa del Món de 2013, on tingué una actuació regular, i arribà a la segona ronda, on fou eliminat per Teimur Radjàbov 2-4. El 2013 guanyà la 25a edició del Memorial Carlos Torre a Mérida (Mèxic), superant per desempat el peruà Emilio Córdova.
El desembre del 2014 va guanyar per tercera vegada el Memorial Carlos Torre jugat a Mérida (Mèxic) amb 7½ de 9, de forma invicta i després d'haver guanyat els Grans Mestres Isan Ortiz i Emilio Córdova.
Bruzón va competir a la Copa del Món de 2015, on fou eliminat a la segona ronda per Vladímir Kràmnik. El novembre de 2015 fou campió del 6è Campionat Iberoamericà jugat a Bilbao amb 7½ punts de 9. Els desembre de 2015 fou per tercer any consecutiu campió del Memorial Carlos Torre amb 7 punts de 9, els mateixos punts però amb millor desempat que Yusnel Bacallao, Yuniesky Quezada i Jorge Cori.
Per quart any consecutiu, el desembre de 2016 guanyà el Memorial Carlos Torre amb 7½ punts de 9, mig punt per davant de Aleksandr Shimanov i Deivy Vera Sigueñas. El 2017 es proclamà campió de Cuba per sisè cop en la seva carrera, a Villa Clara.
El juliol de 2018 empatà als llocs 2n-5è en el fort World Open de Filadèlfia (el guanyador fou Il·lià Níjnik).

### Participació en olimpíades d'escacs
Bruzón ha participat, representant Cuba, en cinc Olimpíades d'escacs entre els anys 2000 i 2012 (dos cops com a 1r tauler), amb un resultat de (+32 =30 –16), per un 60,3% de la puntuació. A l'Olimpíada de Calvià de 2004 hi va fer uns espectaculars 8,5/11 punts jugant al segon tauler, cosa que equivalia a una performance de 2770 punts Elo.